# 휜트방엔-빌역
휜트방엔-빌역(독일어: Hüntwangen-Wil)는 스위스 취리히주에 위치한 기차역이다. 역 위치는 에글리자우와 휜트방엔 지자체에 걸쳐 있지만, 휜트방엔과 인접한 빌 지자체에서 이름을 따왔다. 철도 지리학적 측면에서 이 역은 스위스 연방 철도 (SBB)의 에글리자우에서 노이하우젠까지 연결되며, 취리히와 샤프하우젠의 스위스 주 사이의 경로를 따라 독일 영토를 통과하여 국제 국경을 두 번 횡단한다.
역은 SBB에서 운영하며 취리히와 샤프하우젠 사이의 취리히 S-반 노선 S9의 중간 정류장이다.
휜트방엔-빌역과 이전 에글리자우역 사이에서 철도는 라인강을 가로지르는 에글리자우 철교를 건넌다.